# 론볼
론볼(영어: lawn bowls)은 공을 굴려 잭(jack)이라는 공까지 얼마나 근처에 접근 할 수 있을까를 겨루는 구기 스포츠이다. 영국 등 유럽에서는 생활 스포츠로, 대한민국에서는 장애인의 재활 스포츠 및 프로 스포츠로 활용되고 있다.

## 역사
12세기에서 13세기 영국 런던 근교에서 젝볼 근처에 공을 갖다 놓는 경기 역시 볼링의 일종으로 이루어졌다. 오늘날에도 남아있는 사우스햄프턴 올드 볼링 그린(Southampton Old Bowling Green)에 경기장이 남아 있다. 중세 시기 론볼은 영국 왕실에서 즐기는 궁정 게임 가운데 하나였다.
근대에 들어 영연방을 중심으로 국제 협회들이 결성되었다. 1905년 국제론볼협회가 창립되어 세계 대회를 관장하기 시작하였다. 론볼의 장애인 경기로 도입된 것은 1960년에 영국의 스토크맨드빌 병원에서 휠체어를 탄 선수들이 경기를 하면서 부터이다. 대한민국에서는 1987년 제7회 전국장애인체육대회에 시범경기로 도입되었고 1988년 서울 패럴림픽, 1996년 애틀란타 패럴림픽에서 정식종목으로 체택된 이력이 있다. 현재는 장애인 아시안 게임의 정식 종목으로, 대한민국 선수단은 2018 자카르타 장애인 아시안 게임에서 출전한 모든 선수가 메달을 획득하는 쾌거를 이룬 바 있다.

## 경기 방식
론볼은 잔디 또는 인조잔디 경기장에서 규정된 수의 볼을 잭이라 불리는 작은 공에 가까이 굴리는 경기이다. 볼은 무게중심이 한쪽으로 기울어져 있어 곡선을 그리며 구르기 때문에 여러 가지 작전 구사의 묘미가 있다. 그린이라 불리는 경기장은 가로 세로 40 m의 정사각형으로 구성되며 이를 다시 폭 5 m로 구분하여 7-8개의 링크를 나눈다.
경기는 개인전 또는 단체전으로 치르는데 볼의 투구 횟수는 개인전과 2인조는 4회, 3인조는 3회, 4인조는 2회로 한다. 각각의 공을 모두 굴리면 1엔드가 끝나고 표적구에 제일 가까운 자신의 볼의 숫자로 점수를 계산한다.

## 득점 계산
잭에 가장 가까이 볼을 붙인 편의 볼 갯수로 점수를 계산한다. 50분 동안 더 높은 점수를 내거나 21점 이상을 먼저 내는 쪽이 승리 한다. 상대의 공이나 잭을 쳐 낼 수 있으므로 마지막까지 전략을 짜서 경기 결과를 바꿀 수 있다.

## 공의 편향

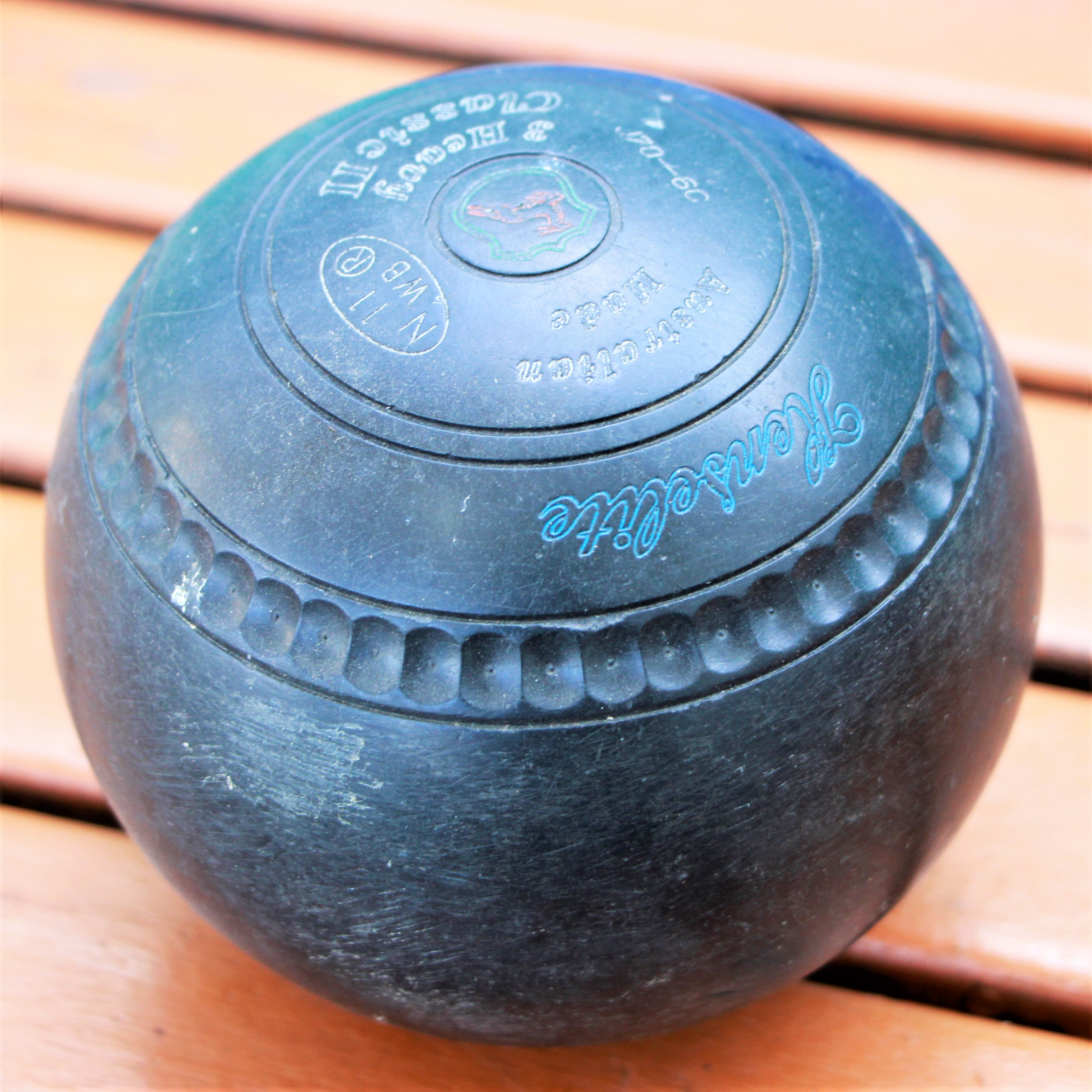
론볼의 볼

론볼의 공은 합성수지로 만들어지는데, 한쪽으로 무게가 쏠려있어 정방향으로 던지면 한쪽으로 휘어지게 된다. 이에 따라 각도 조정 등 미세한 차이를 이끌어낼 수 있으며, 공의 방향에 맞게 손끝 힘을 조절하여 경기할 수 있다.

## 같이 보기
- 세계 론볼 연맹